# Palazzo Loffredo (Via Salvator Rosa)

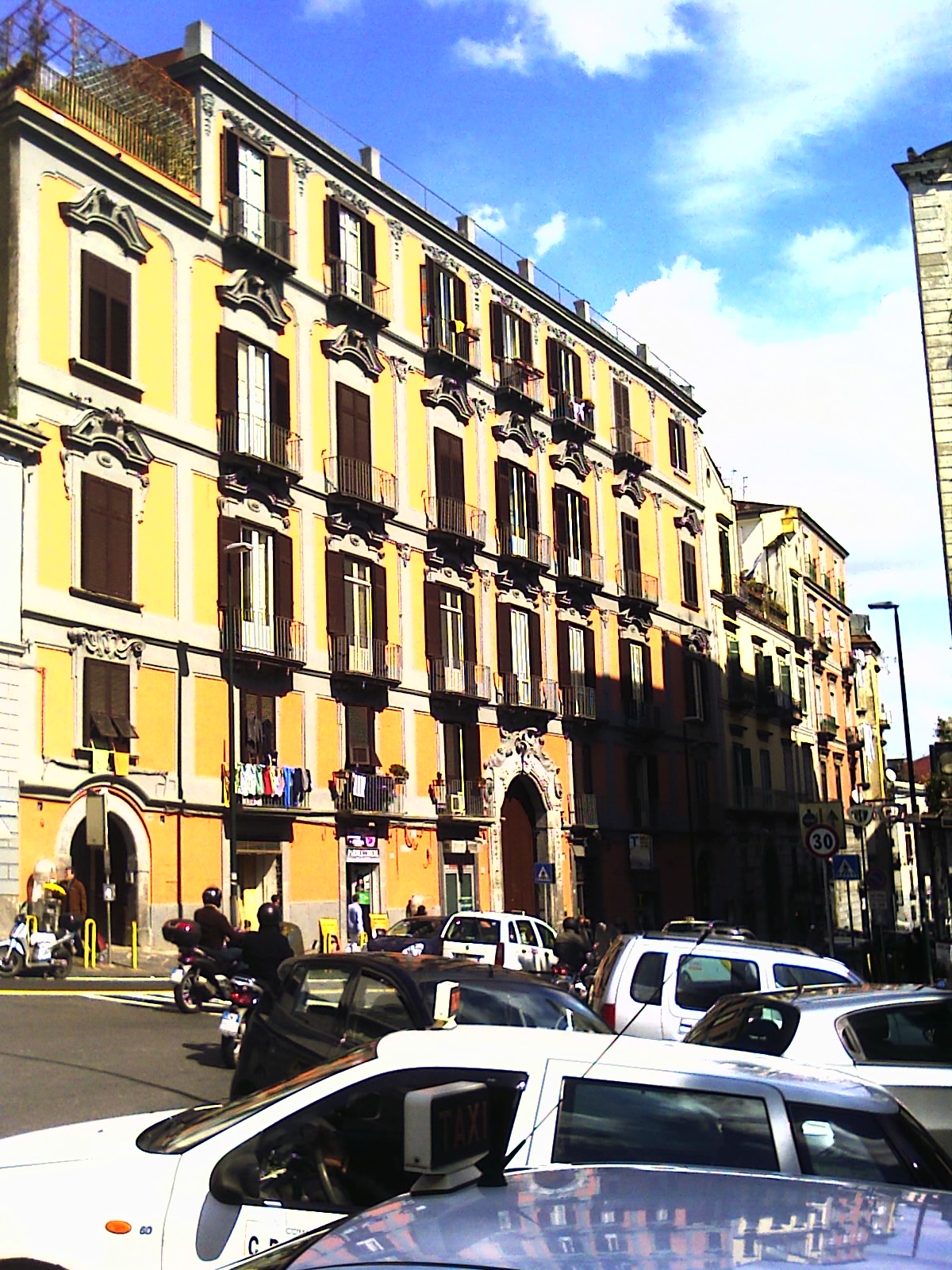
Palazzo Loffredo in Neapel in der ‚‘Via Salvator Rosa‘‘

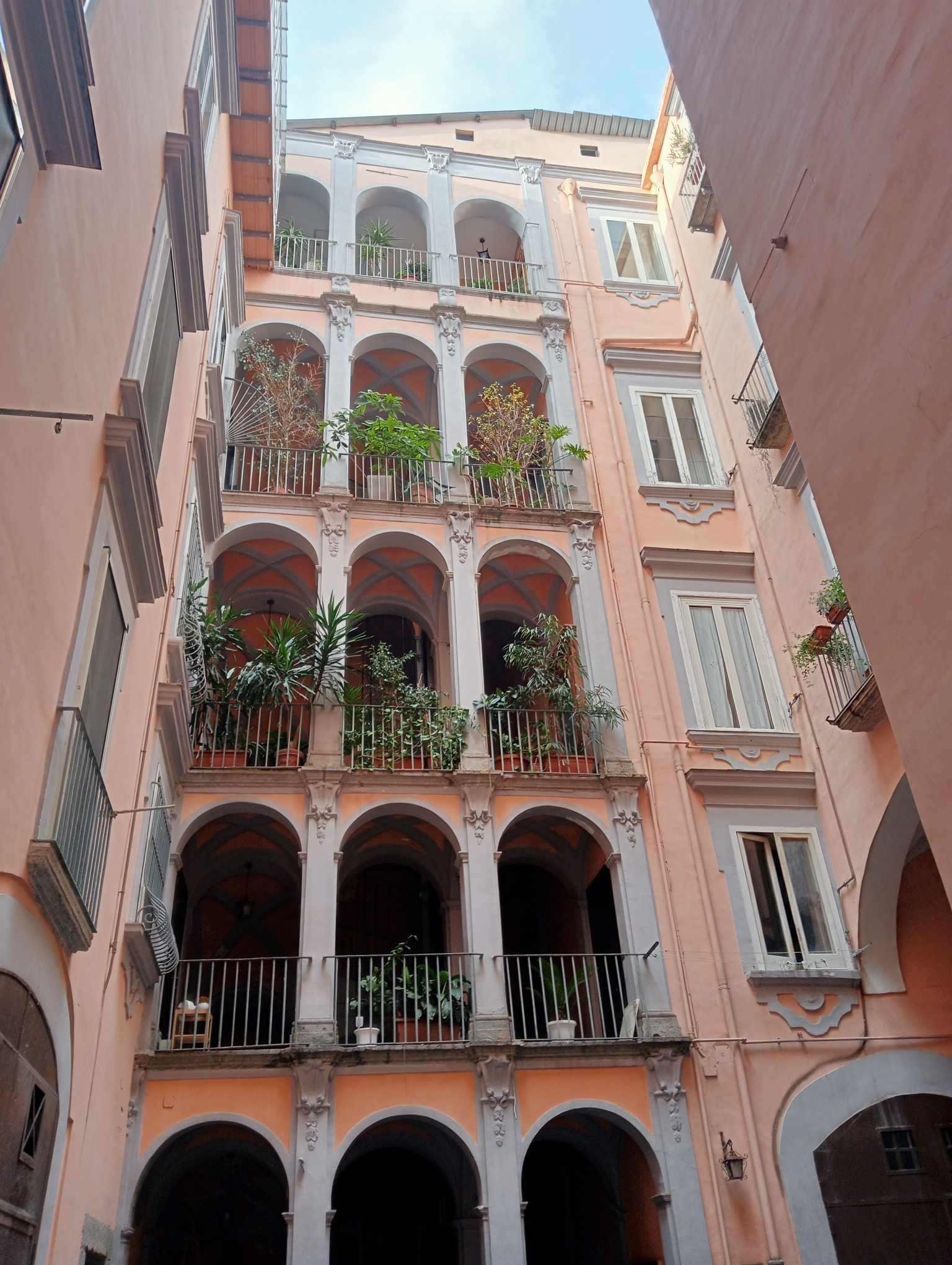
Offene Treppe im Innenhof

Der Palazzo Loffredo ist ein Palast aus dem 16. Jahrhundert im Viertel Avvocata in Neapel in der italienischen Region Kampanien. Er liegt in der Via Salvator Rosa, 260.

## Geschichte
Das Gebäude existierte vermutlich bereits im 16. Jahrhundert als Vorstadtvilla. Um die Mitte des 18. Jahrhunderts wurde sie von einem unbekannten Architekten im Stile Ferdinando Sanfelices umgebaut.
Heute befindet sich der Palast dank der in den letzten Jahren durchgeführten Restaurierungsarbeiten in hervorragendem Erhaltungszustand.

## Beschreibung
Der Palast ist durch eine breite Fassade gekennzeichnet, in deren Mitte sich ein gemischtliniges Portal in Stuck befindet, das in einem Capriccio zur Stützung des Balkons endet. Auf der linken und rechten Seite der Fassade befinden sich zwei kleine, einfache Nebentüren. Das Gebäude hat ein Erdgeschoss, ein Zwischengeschoss und drei Obergeschosse. Die linke Seite ist um ein Stockwerk niedriger. Die Fenster sind an den Stuckkanten zwischen abgeschrägten Leisten eingefasst wie im Palazzo dello Spagnolo. An der Rückseite des Innenhofes erhebt sich eine wertvolle, offene Treppe mit drei Rundbögen pro Stockwerk, die zu den verschiedenen Wohnungen führt.